# Inner Relationship Focusing
El Focusing de la Relación Interior o Inner Relationship Focusing es un sistema y proceso psicoterapéutico desarrollado por Ann Weiser Cornell y Barbara McGavin, como un refinamiento y expansión del proceso de Enfoque corporal, también llamado Focusing, descubierto y desarrollado por Eugene Gendlin a fines de la década de 1960. El Focusing o enfoque de la relación interior es un proceso para la sanación emocional y para acceder a la energía positiva y los conocimientos internos necesarios para avanzar en la vida.
Cornell, mientras era estudiante de postgrado en Lingüística en la Universidad de Chicago, conoció a Gendlin en 1972 y aprendió su técnica. En 1980 comenzó a colaborar con él en la impartición de sus talleres de Focusing. Utilizando su capacidad para la lingüística, Cornell ayudó a desarrollar el concepto de acompañamiento en Focusing. A principios de la década de 1980, ofreció los primeros seminarios sobre este tema, el acompañamiento en la práctica de Focusing. Su continuación en este proceso la llevó a desarrollar, junto a Barbara McGavin, el Focusing de la relación interior o Inner Relationship Focusing en su nombre original en inglés.

## Historia
El Focusing de la Relación Interior tomó forma cuando Ann Weiser Cornell se mudó de Chicago a California en 1983 y comenzó a enseñar Focusing a personas que no sabían nada de esta técnica. Descubrió que muchas personas que no estaban familiarizadas con ello necesitaban nuevas técnicas y un nuevo lenguaje para desarrollar su capacidad de aprender el proceso. Con el tiempo, sus descubrimientos de lo que funcionaba mejor para la mayoría de la gente, combinados con las aportaciones, la inspiración y las percepciones de su colaboradora británica Barbara McGavin, evolucionaron hacia lo que llamaron el Inner Relationship Focusing o Focusing de la Relación Interior en la década de 1990. Cornell incorporó sus nuevas técnicas y conocimientos en sus primeros libros, The Focusing Student's Manual (1993) y The Focusing Guide's Manual (1994), ambos revisados más tarde con Barbara McGavin y publicados en 2002 como The Focusing Student's and Companion's Manual, y en todos sus libros posteriores, que se han convertido en libros de texto clásicos sobre Focusing.

## Descripción
Inner Relationship Focusing, Focusing de la Relación Interior es una forma refinada y ampliada del proceso original de seis pasos de Focusing de Eugene Gendlin, que este había detallado en su libro de 1978 del mismo título. El enfoque o Focusing de la relación interior enfatiza ser amable con uno mismo, permitiendo la relación con todas las partes del ser, incluidas las partes que están en conflicto, las que a menudo se niegan o rechazan como inaceptables o degradantes, las que son abrumadoras y las partes que están tan enterradas o son tan sutiles que necesitan ser sacadas y atendidas con paciencia y amabilidad. Al permitir que todos los aspectos de la personalidad se mantengan en aceptación y conciencia, pueden surgir percepciones nuevas y cambios que lleven a un proceso de sanación. El enfoque de la relación interior, por lo tanto, enfatiza la relación del Ser con los diversos aspectos internos, por dolorosos que sean, y se basa específicamente en la cualidad de la Presencia, o la capacidad del Ser para estar presente atendiendo estos aspectos en calidad de amistad, curiosidad amable, y en ausencia de juicios. Una característica importante de IRF es descubrir suavemente cómo se siente un aspecto específico o una felt sense o sensación sentida desde su punto de vista. Otra característica es dar conciencia a las partes de uno mismo que se oponen, ya sea por miedo o por objeción, a una parte difícil o problemática. El enfoque de relaciones internas permite y acepta radicalmente todas las partes o experiencias internas. También evita los extremos de la negación/"exilio" y la fusión/identificación/sentirse sobrecogido, mediante el uso de la cualidad de la Presencia para experimentar y navegar suavemente en el mundo interior de uno de una manera tranquila, desapegada, pero suavemente curiosa y acogedora.

## Diferencias con el enfoque original de Gendlin
El proceso de Focusing original de Eugene Gendlin, descrito en su libro de 1978, es un proceso que se generaliza en seis pasos: despejar un espacio, permitir que se forme una "sensación sentida", encontrar un asidero, resonar, preguntar y recibir. El enfoque de relaciones internas, desarrollado a fines de la década de 1980 hasta fines de la de 1990, es un proceso más fluido que evita o modifica algunos aspectos del de Gendlin. Por ejemplo, en lugar de despejar un espacio, IRF utiliza un escaneo mental del cuerpo en busca de lo que se siente abierto y vivo, y lo que debe reconocerse, sin mover ningún problema "hacia afuera", para encontrar o aceptar completamente lo que puede requerir atención.
En lugar de "preguntar", la persona que enfoca utiliza la cualidad de la presencia del acompañante para permitir que surja lo que quiere expresar: sentimientos ocultos, pensamientos e información incipiente. El acompañante, en el que caso de que lo haya, da sugerencias amables en lugar de hacer preguntas para no inmiscuirse en el proceso o desviar la atención de la experiencia interior que está viviendo la persona que enfoca. Esta parte del proceso, que incluye la etapa llamada "resonar" en el formato de Gendlin, es importante y bastante extensa en IRF, e incluye establecerse con "eso" (la experiencia sentida o el yo parcial), hacerle compañía, y percibir, dejar sentir, su punto de vista, incluyendo lo que quiere y lo que no quiere.
Un principio importante en el enfoque de relaciones internas es no negar ni exiliar ningún pensamiento, sentimiento o yo parcial, ni siquiera el crítico interno, sino más bien empatizar con todas las partes y aspectos y sentir lo que quieren comunicar y por qué. Cornell llama a esto "la aceptación radical de todo". Otro principio central es el aspecto de la Presencia, o "Self-in-Presence": escuchar suavemente, con ecuanimidad, todo lo que surge en el proceso de Focusing. Además, se fomentan patrones específicos de lenguaje y lenguaje/pensamiento, que Cornell llama "lenguaje de presencia", para facilitar este proceso. Y como indica su nombre, el Enfoque en las relaciones internas da gran prioridad a la relación de la persona que enfoca con su experiencia sentida internamente o con aspectos de su vida interior. El papel de la persona acompañante, si está presente, es apoyar esta relación.

## Influencia
Desde principios de la década de 1990, Cornell ha enseñado Focusing en las relaciones internas en los EE. UU. en lugares como Esalen, el Instituto Nacional para la Aplicación Clínica de la Medicina del Comportamiento, y la Asociación Estadounidense de Psicología, pero también en todo el mundo. El enfoque de relaciones internas ahora se usa y se enseña en todo el globo incluso en países como Afganistán y Pakistán.
La psicóloga y autora de autoayuda Helene Brenner dice que el enfoque de las relaciones internas es "una de las técnicas más poderosas que conozco para la curación emocional". CC Leigh, cuyo Proceso Inseeing de autocuración y crecimiento espiritual se basa en gran medida en IRF, llama al Inner Relationship Focusing una "tecnología altamente refinada para ponerse en contacto con las dinámicas internas que normalmente se encuentran por debajo del umbral de la conciencia y la amistad. ellos desde un estado de Presencia para que puedan abrirse y evolucionar orgánicamente". El enfoque de relaciones internas se ha recomendado en varios libros de texto de psicología del siglo XXI, manuales de reducción del estrés, y otros textos de desarrollo personal, y es la adaptación más común de la forma de enfoque corporal que se usa en la actualidad.

## Otras lecturas
- Cornell, Ann Weiser. La aceptación radical de todo: vivir una vida centrada. Calluna Press, 2005. ISBN 9780972105835